# Druk lateksowy
Druk lateksowy – technologia druku wielkoformatowego umożliwiająca drukowanie na typowych bądź wyspecjalizowanych mediach przy zastosowaniu tzw. atramentu lateksowego, będącego mieszaniną koloidalną syntetycznej żywicy barwionej kolorowym pigmentem, wody oraz rozpuszczalnika organicznego wraz z substancjami pomocniczymi. Wydruki wykonane tą technologią nadają się do natychmiastowej aplikacji, z uwagi na proces utrwalania w wysokiej (w porównaniu z drukiem solwentowym) temperaturze. Druk wielkoformatowy w technologii lateksowej posiada cechy druku pigmentowego, umożliwiając wysoką odporność na warunki zewnętrzne i promienie UV.

## Przeznaczenie
Umożliwia tworzenie oznaczeń zewnętrznych, na przykład billboardy i banery reklamowe, oznaczenia na wiatach przystankowych oraz grafiki na pojazdach, gdzie ważne są zarówno jakość jak i trwałość na zewnętrzne warunki atmosferyczne czy promieniowanie UV.
Oznakowania wewnętrzne charakteryzują się wysoką jakością, co pozwala na wykonywanie grafik wystawowych oraz dekoracji wnętrz.
Drukowanie jest możliwe na różnorodnych nośnikach, w tym na większości niepowlekanych, jak również powlekanych, zgodnych z atramentami o niskiej zawartości rozpuszczalnika, co gwarantuje szeroką gamę zastosowań.
Grafiki w technologii lateksowej na podłożach drukowych można umieszczać na pojazdach natychmiastowo po wydrukowaniu. Wydruki w tej technologii oddają lepszą jakość niż atramenty o niskiej zawartości rozpuszczalnika (eko-solwent) z uwagi na zastosowanie pigmentu.

## Wady atramentów i technologii lateksowej
- Atrament lateksowy zawiera do 15% substancji o nazwie 2-pyrrolidon, który jest organicznym związkiem chemicznym. Dodatkowo atrament zawiera do 15% dioli, które są także związkami organicznymi. Razem więc atrament latexowy może zawierać 30% lotnych związków organicznych (LZO).[1]
- Podczas druku atramentem lateksowym następuje nagłe uwolnienie lotnych związków organicznych w dużych ilościach, spowodowane bardzo wysoką temperaturą suszenia na grzałkach w temperaturze (ok. 100°C), dlatego zalecana jest dynamiczna wymiana powietrza (5-krotność kubatury pomieszczenia w ciągu godziny).[1]
- Duża zawartość wody w atramencie lateksowym wymaga bardzo wysokich temperatur pracy, aby ją odparować w momencie druku. Przekłada się to bezpośrednio na zużycie prądu. W ploterach lateksowych pobór energii wynosi od 2200 do 6400 wat![2]
- W odróżnieniu od drukarek solwentowych wyposażonych w stałe głowice drukujące, drukarki lateksowe wymagają częstych wymian głowic, nawet co 4 litry zużytego atramentu lateksowego.[2]

## Zalety druku lateksowego
- Możliwość druku na wszelkiego rodzaju mediach, takich jak np.: folia, tkanina, papier, płótno, poliester.
- Wysoka trwałość w porównaniu do innych druków eko-solwentowych.
- Przy zastosowaniu w farbach bazy wodnej powstaje druk ekologiczny, nieszkodliwy dla zdrowia.
- Wydruki mogą być stosowane zarówno na zewnątrz jak i wewnątrz pomieszczenia.
- Intensywny kolor wydruku nawet przy wysokiej rozdzielczości, wyraźna czerń i efektowny połysk.
- Bezpośrednio gotowy do użytkowania, nie wymaga suszenia.

## Media do zastosowania
- billboard
- frontlit
- backlit
- płótno (ang. canvas)
- folia: (powlekana, niepowlekana, kanalikowa)[3]
- winyl
- siatki (ang. mesh)
- poliester
- papier